# Viitură

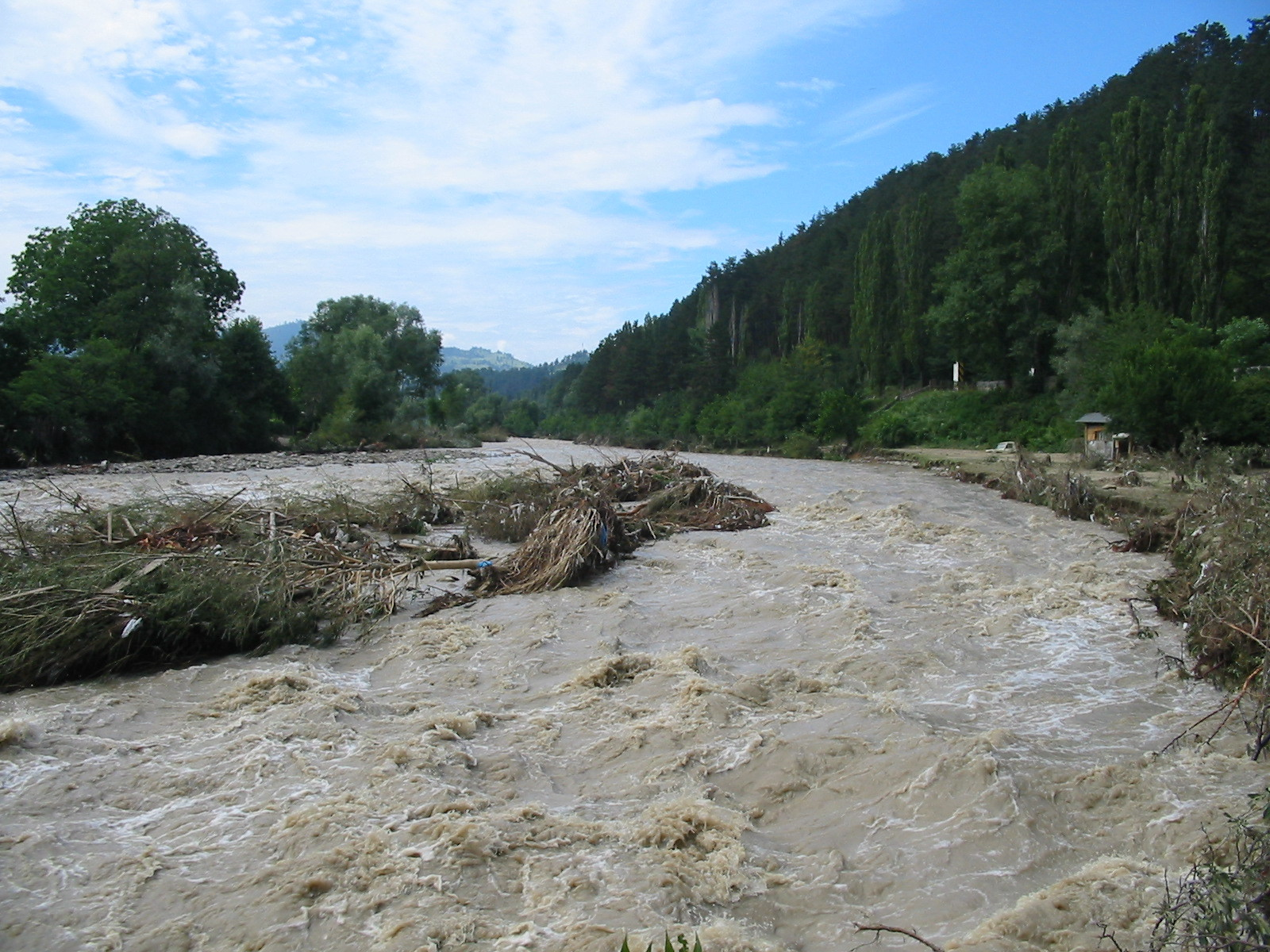
Trotușul la Comănești, după o viitură torențială

Viitura este o creștere bruscă a debitului unei ape curgătoare, după o ploaie torențială, după topirea unor zăpezi abundente sau după scurgerea bruscă a unor ghețari.
Prin extensie, termenul desemnează o creștere bruscă a nivelului apei dintr-un râu, care poate duce la revărsarea lui și poate provoca o inundație.
Viiturile torențiale sunt viituri care se produc foarte rapid, în bazine hidrografice de suprafață relativ redusă, fiind provocate de obicei de precipitații de intensitate ridicată.
O viitură fulgerătoare din ghețarul Langjökull a avut loc la data de 17 august și dimineața zilei de 18 august 2020. Se crede că s-a produs atunci când un baraj care conținea o lagună de pe partea de nord-vest a ghețarului s-a rupt . 